# 지구의 주인은 고양이다
《지구의 주인은 고양이다》는 (HON)의 웹툰이자 이를 바탕으로 쏘울 크리에이티브가 제작한 대한민국의 애니메이션으로, 2025년 4월 12일부터 7월 12일까지 KBS 1TV에서 종료했다.

## 방영 일시
| 방송 채널 | 방송일                     | 방송 시간 |
| --------- | -------------------------- | --------- |
| KBS 1TV   | 2025년 4월 12일 ~ 7월 12일 | 종료      |

## 등장 인물
- 치치(고양이)
- 카식(햄스터)
- 모랑(개)
- 내롱(고양이)
- 나비(고양이)
- 킹(고양이)
- 삐뽀(고양이)

## 목소리 출연
- 김예림: 치치
- 이현: 카식, 킹
- 강시현: 모랑
- 장미: 내롱
- 강성우: 나비, 삐뽀

## OST
- 아티스트: 우서

## 제작진
- HON 지구의 주인은 고양이다 원작
- 이태헌 책임 프로듀서
- 이지민 최서진 김하영 이종수(음악) 프로듀서 황응구 연출
- 임만식 최원영 기획
- 정은영 이현식 연출
- 차한결 이지은 조연출
- 우수진 이밝음 서정은 박지연라이터스룸 시나리오. 각본
- 이지은 김지은 각색
- 이지은 추수빈 김은주 김윤희 안승희 스토리보드
- 백소희 아트 디렉터
- 추수빈 김다연 백소희 임유정 디자인
- 최현서 이현식 이지은 조은경 채광한 LO·원화
- 김연주 배경 감독
- 최무습 최현서 이윤정 최보열 조정연 송혜란 배경 제작
- 정은경 정은영 장수진 김정인 최병구 김은주 정은비 애니메이션
- 정은영 효과·편집
- 이두희 제작·데스크
- 김채현 김지은 지승재 제작 진행
- 이종수, Landscape 작·편곡 음악
- 임만식 작사
- 김주현 음악.믹싱
- Q6Sound 포스트 프로덕션, 사운드 믹싱
- 박규식 사운드 슈퍼바이저
- 박규식 황서현 사운드 효과·편집
- 유재경 강민국 음악 감독
- 최진 이정은 회계
- 오희원 김영은 김수지(주)디앤씨미디어 원작 협력
- 한국콘텐츠진흥원 제작 지원
- 정상빈 이채연(KBS미디어) 홈페이지제작
- 이수은 김수애 종합 편집
- 황은서 자막 디자인
- KBS 기획
- 쏘울크리에이티브 제작
- 쏘울크리에이티브(OST/배급)
- 디앤씨웹툰&디앤씨미디어(협력.제공)
- KBS 미디어(공급)
- 2025 Soul Creative All rights reserved.

## 방영 목록
| 회차       | 주제                   | 방송 일자       |
| ---------- | ---------------------- | --------------- |
| 1화        | 치치 동료 결성         | 2025년 4월 12일 |
| 1화        | 이름을 짓자            | 2025년 4월 12일 |
| 2화        | 여름은 조심해          | 2025년 4월 19일 |
| 2화        | 인간 납치              | 2025년 4월 19일 |
| 3화        | 울음소리 작전          | 2025년 4월 26일 |
| 3화        | 학교 파괴 작전         | 2025년 4월 26일 |
| 4화        | 계획 위기              | 2025년 5월 3일  |
| 4화        | 대장 냥이 킹           | 2025년 5월 3일  |
| 5화        | 파출소 냥이 삐뽀       | 2025년 5월 10일 |
| 5화        | 전기톱 작전            | 2025년 5월 10일 |
| 6화        | 인간 살찌우기 대작전   | 2025년 5월 17일 |
| 6화        | 존재감                 | 2025년 5월 17일 |
| 7화        | 그것이 온다            | 2025년 5월 31일 |
| 7화        | 꽃가루로 지구 정복     | 2025년 5월 31일 |
| 8화        | 비둘기와 계약          | 2025년 6월 7일  |
| 8화        | 비와 고양이            | 2025년 6월 7일  |
| 9화        | 콩벌레가 되자          | 2025년 6월 14일 |
| 9화        | 나폴레옹 대단한 악당   | 2025년 6월 14일 |
| 10화       | 고양이와 대화하고 싶어 | 2025년 6월 21일 |
| 10화       | 싸웠대요               | 2025년 6월 21일 |
| 11화       | 소꼽놀이               | 2025년 6월 28일 |
| 11화       | 독초 작전              | 2025년 6월 28일 |
| 12화       | 카식의 정체            | 2025년 7월 5일  |
| 12화       | 킹과 삐뽀              | 2025년 7월 5일  |
| 최종화(13) | 백과사전               | 2025년 7월 12일 |
| 최종화(13) | 숲 속의 고양이         | 2025년 7월 12일 |

## 결방 및 편성안내
- 2025년 5월 24일: 2025 국제양궁대회의 관계로 인해 결방했다.